# Jaromir Češki
Jaromir (češko Jaromír) je bil član Přemyslidske dinastije, ki je leta 1003, 1004 do 1012 in ponovno od 1034 do 1035 vladal kot vojvoda Češke, * 70. leta 10. stoletja, 4. november 1035, Lysá nad Labem.

## Mladost
Bil je drugi sin vojvode  Boleslava II. Pobožnega in ene od dveh očetovih žena: Adive ali Eme Mělniške.
Leta 1002 se je Jaromir uprl oblasti svojega starejšega brata Boleslava III., ki ga je kastriral in skupaj z materjo in bratom  Oldřihom izgnal na bavarski dvor v Regensburg. Boleslav III. kjub temu ni bil sposoben obdržati češkega prestola. Češko plemstvo ga je odstavilo in oblast predalo njegovemu sorodniku Vladivoju, ki ga je podpiral poljski vojvoda Boleslav I. Hrabri. Vladivoja je potem, ko je prisegel zvestobo Henriku I. Nemškemu, podprl tudi nemški kralj in mu podelil Češko kot kraljevi fevd.

## Vladanje
Ko je Vladivoj leta 1003 umrl, sta se Jaromír in  Oldřih vrnila na Češko in češko plemstvo je Jaromirja izvolilo za svojega vojvodo. Češke dežele so zatem zasedle poljske sile Boleslava II. Poljskega, ki je za vojvodo ponovno postavil Boleslava III. Slednji je ukazal poboj rivalske Vršovske družine in izgubil  podporo poljskega vladarja in dokončno ostal brez oblasti. Medtem je Jaromír zaprosil za vojaško podporo kralja Henrika II. V Merseburgu je obljubil, da bo vladal kot Henrikov vazal, s čimer je Češko dokončno postavil pod jurisdikcijo Svetega rimskega cesarstva.
Leta  1004 je Jaromír z nemško vojsko zasedel Prago in se razglasil za češkega vojvodo. Država, ki jo je ponovno pridobil, je bila majhna, saj so poljske sile še vedno držale Moravsko, Šlezijo in Lužico. Jaromírjeva vladavina, kot veliko drugih vladavin  zgodnjih čeških vladarjev, je bila boj za ponovno pridobitev izgubljenih dežel. V tleči nemško-poljski vojni je ostal zvest podpornik kralja Henrika. Nemški kralj kljub temu ni ukrepal, ko je Oldřich, ki ga je Jaromir oslepil, leta 1012 Jaromírja izrinil s prestola in ga ponovno prisilil v izgnanstvo.  Jaromírju je v  presenetljivem pohodu  s podporo cesarja Konrada II. leta 1033 ponovno uspelo odstaviti Oldřiha, vendar je bila njegova tretja  vladavina kratkotrajna. Leto kasneje je Oldřihov sin Břetislav I. na češki prestol ponovno posedel svojega očeta.
Odstavljeni Jaromir je bil do smrti 4. novembra 1035 v ječi v Lysi nad Labem, kjer ga je umoril nekdo iz Vršovskega klana.